# Atjaševskij rajon
L'Atjaševskij rajon (in russo Атяшевский район?) è un municipal'nyj rajon della Repubblica Autonoma di Mordovia, nella Russia europea.